# Личный чемпионат СССР по шахматной композиции 1987
Чемпионат СССР по шахматной композиции 1987 — 17-й личный чемпионат.
Полуфинал — 691 композиция 97 авторов, опубликованная в 1983—1984. 
Главный судья — Кофман.

## Двухходовки
Полуфинал — 221 задача 42 авторов. Финал — 58 задач 17 авторов. 
Судья — Руденко. 
1. Чепижный — 41 балл; 

2. Домбровскис — 40; 

3. Сушков — 38; 

4—5. Банный и Ерохин — по 37; 

6—7. С. Бурмистров и Шедей — по 36; 

8. Марандюк — 34; 

9. Кузовков — 33; 

10. Н. Плетенев — 32; 

11. Я. Россомахо — 31; 

12. Богданов — 31; 

13. Мельниченко — 30; 

14. Василенко — 27; 

15. Лукьянов — 26; 

16. Лобусов — 26; 

17. В. Рычков — 19. 
Лучшие композиции — Домбровскис и Василенко; Марандюк; Мельниченко и Сушков; Чепижный.

## Трёхходовки
Полуфинал — 172 задачи 36 авторов. Финал — 49 задач 14 авторов. 
Судья — Я. Владимиров. 
1. Руденко — 47 баллов;
2. Давиденко — 47;
3. Загоруйко — 44½;
4. Чепижный — 44;
5. Копаев — 43;
6. Гебельт — 41;
7. А. Бахарев — 40;
8. Крихели — 39;
9. Калинин — 38½;
10. Кузовков — 34;
11. Гуляев — 33;
12. Лобусов — 32;
13. Марандюк — 32;
14. Пугачёв — 29½.

Лучшая композиция — Руденко и  Чепижный.

## Многоходовки
Полуфинал — 95 задач 22 авторов. Финал — 45 задач 13 авторов. 
Судья — Гуляев. 
1. Давиденко — 52 балла;
2. Загоруйко — 47;
3. Кузовков — 45;
4. Марандюк — 44;
5. Попандопуло — 43;
6. А. Ярославцев — 42;
7. Крихели — 41;
8. В. Столяров — 40;
9. Калинин — 40;
10. Спирин — 35;
11. Л. Ярош — 33;
12. Маркер — 32;
13. Гебельт — 15.

Лучшие композиции — Гебельт, Ярош.

## Этюды
Полуфинал — 203 этюда 39 авторов. Финал — 44 этюда 14 авторов.
Судья — Надареишвили. 
1—2. Кралин и Неидзе — по 49 баллов; 

3. Гургенидзе — 39; 

4. Власенко — 35; 

5. Кацнельсон — 34; 

6. Максимовских — 33; 

7. Зинар — 32; 

8. А. Сочнев — 32; 

9. Гуляев — 31; 

10. Базлов — 27; 

11. Крихели — 25; 

12. Акобия — 24; 

13. Козырев — 21; 

14. Слепян — 20. 
Лучшая композиция — Козырев.